# Hostěrádky
Hostěrádky (deutsch Fischhäusel) ist eine Grundsiedlungseinheit der Gemeinde Vranovská Ves in Tschechien. Sie liegt 13 Kilometer nordwestlich von Znojmo und gehört zum Okres Znojmo.

## Geographie
Hostěrádky befindet sich linksseitig eines namenlosen Zuflusses zum Plenkovický potok am Rande des Naturparks Jevišovka in der Jevišovická pahorkatina (Jaispitzer Hügelland). Nördlich erhebt sich der Vranovský vrch (Frainersdorfer Berg; 443 m. n.m.), im Osten der Holý kopec (416 m. n.m.), südwestlich der Brendenberg (414 m. n.m.), der Šimperk (Schimberg, 416 m. n.m.) mit der Burgruine Šenkenberk und der Mittenberg (420 m. n.m.), im Westen die Obora (Thiergarten; 463 m. n.m.) sowie nordwestlich die Kraví hora (Kuhberg; 478 m. n.m.). Durch den Ort führt die Staatsstraße I/38/E 59 zwischen Moravské Budějovice und Znojmo.
Nachbarorte sind Pavlický Dvůr und Boskovštejn im Norden, Jankovec, Jevišovice, Bojanovice und Vevčice im Nordosten, Rudlice im Osten, Hluboké Mašůvky, Kocanda, Kravsko und Olbramkostel im Südosten, Milíčovice und Vracovice im Süden, Lesná und Šumná im Südwesten, Štítary und Zálesí im Westen sowie Ctidružice und Vranovská Ves im Nordwesten.

## Geschichte
Die erste schriftliche Erwähnung von Hostěrádky erfolgte im Jahre 1360 unter den Gütern der Burg Schenkenberg. 1406 verkaufte Markgraf Jobst von Mähren die heimgefallene Burg mit den Dörfern Vlkov, Hostěrádky, Žerůtky und Milíčovice sowie dem wüsten Dorf Epice erblich an Přech von Kojetice. Dieser überschrieb die Herrschaft Schenkenberg seiner Frau Katharina als Morgengabe, wobei er Jindřich Ctibor von Bořečkovice zum Mitbesitzer machte. 1418 erhielt Přechs zweite Frau Maná die Herrschaft ebenfalls als Morgengabe. Später erwarb Ulrich von Eincingen auf Joslowitz die Herrschaft, im Jahre 1426 bestätigte ihm König Sigismund das Lehen als Pfandbesitz. Das an einem bedeutsamen Handelsweg von Prag nach Znaim gelegene Dorf Hostěrádky erlosch wahrscheinlich noch im 15. Jahrhundert zusammen mit der Burg Schenkenberg. Im Jahre 1548 wurde Hostěrádky als ein zur Herrschaft Frain gehöriges wüstes Dorf aufgeführt. Später wurde die Wüstung Hostěhradek dem Gut Bonitz zugeschlagen. Wahrscheinlich in der zweiten Hälfte des 17. Jahrhunderts wurde in der Wüstung ein großer Ausspann an der Prager Straße angelegt. Ferdinand Ernst von Mollard verkaufte 1699 Bonitz mit allem Zubehör an die Besitzerin der Herrschaft Frischau, Eleonore Margarethe von Schleswig-Holstein-Sonderburg-Wiesenburg, die ihre Güter 1702 ihrem Mann Max von Liechtenstein vererbte. Um 1710 ließ dessen Witwe Elisabeth von Liechtenstein die Wüstung wiederbesiedeln; die Kolonie erhielt den Namen Fischhäusel bzw. Hostiehrad. Im Jahre 1750 begann der Ausbau der Straße zur Kaiserstraße, drei Jahre später wurde der Postverkehr aufgenommen. 1771 bestand die Siedlung aus 14 Häusern – darunter der herrschaftliche Ausspann mit zwei Gärten und ein herrschaftliches Jägerhaus – mit 54 tschechischsprachigen Einwohnern. Nach dem Tode von Moritz von Liechtenstein fielen die Frischauer und Groß Meseritscher Besitzungen 1819 seiner jüngsten Tochter Leopoldine zu, die später Ludwig von Lobkowitz heiratete.
Im Jahre 1835 bestand die im Znaimer Kreis an der Poststraße nach Böhmen gelegene Ansiedlung Fischhäusel, auch Fischerhäusel, Hostěhrad bzw. Hostěradky  genannt, aus zwölf Häusern, in denen 58 Personen lebten. Im Ort gab es ein Wirtshaus. Mit einer Fläche von 258 Joch 1501 Quadratklaftern war das Fischhäusler Revier das weitaus größte der drei Frischauer Forstreviere. Pfarrort war Wolframskirchen, die Schule befand sich in Frainersdorf. Bis zur Mitte des 19. Jahrhunderts blieb Fischhäusel der Allodialherrschaft Frischau untertänig.
Nach der Aufhebung der Patrimonialherrschaften bildete Fischhäusel / Hostěhrad ab 1849 einen Ortsteil der Gemeinde Frainersdorf im Gerichtsbezirk Znaim. Ab 1869 gehörte das Dorf zum Bezirk Znaim. Der tschechische Ortsname wurde in den 1870er Jahren in Hostěhrádek abgeändert. Die 1871 in Betrieb genommene Bahnstrecke Znaim-Iglau der Österreichischen Nordwestbahn mit Bahnhöfen in Wolframskirchen, Schönwald und Gröschlmaut war für die Gegend sehr vorteilhaft; jedoch ging der Verkehr auf der Kaiserstraße deutlich zurück, zum Nachteil der großen Ausspannwirtshäuser. Der Ausspann in Fischhäusel wurde 1872 geschlossen, die Familie Vojna errichtete darin eine Keramikfabrik. Im Jahre 1900 erwarb Richard Schiller die Tonwarenfabrik, die später als Majolika-, Teracotta- und Siderolitwarenfabrik Schiller firmierte und ca. 100 Beschäftigte hatte. Nach dem Ersten Weltkrieg zerfiel der Vielvölkerstaat Österreich-Ungarn, der Ort wurde 1918 Teil der neu gebildeten Tschechoslowakischen Republik. Beim Zensus von 1921 lebten in den 15 Häusern von Fischhäusel 84 Personen, darunter 46 Tschechen und 32 Deutsche. Seit 1924 wurde Hostěrádky als tschechischer Ortsname verwendet. Nach dem Münchner Abkommen wurde das an der Sprachgrenze gelegene Dorf 1938 dem Großdeutschen Reich zugeschlagen und gehörte bis 1945 zum Kreis Znaim. Nach dem Kriegsende kam Hostěrádky zur Tschechoslowakei zurück, die deutschsprachigen Bewohner wurden vertrieben. Die Elektrifizierung von Hostěrádky erfolgte zwischen 1945 und 1948. Die Tonwarenfabrik wurde in der zweiten Hälfte des 20. Jahrhunderts stillgelegt. Im Zuge der Gebietsreform von 1960 verlor Hostěrádky den Status eines Ortsteils. Zwischen 1986 und 1990 war Hostěrádky zusammen mit Vranovská Ves nach Pavlice eingemeindet.

## Ortsgliederung
Hostěrádky bildet eine Grundsiedlungseinheit der Gemeinde Vranovská Ves und ist Teil des Katastralbezirkes Vranovská Ves.

## Sehenswürdigkeiten
- Ehemalige Tonwarenfabrik (heute Restaurace Ranč 1/38) mit Ausstellung historischer Land- und anderer Maschinen (Muzeum historických zemědělských a technických strojů). Die Privatsammlung umfasst ca. 1300 Exponate.[7]